# Okręg Devoll
Okręg Devoll (alb. rrethi i Devollit) – jeden z trzydziestu sześciu okręgów administracyjnych w Albanii; leży we wschodniej części kraju, w obwodzie Korcza. Liczy ok. 34 tys. osób (2008) i zajmuje powierzchnię 429 km². Jego stolicą jest Billisht. W skład okręgu wchodzi pięć gmin. Jedna miejskia (Bashkia): Bilisht oraz cztery wiejskie: Hoçisht, Miras, Progër i Qendër Bilisht